# Abarth 124 Spider
Abarth 124 Spider – samochód sportowy typu roadster klasy kompaktowej produkowany przez włoską markę Abarth w latach 2016–2019.

## Opis modelu

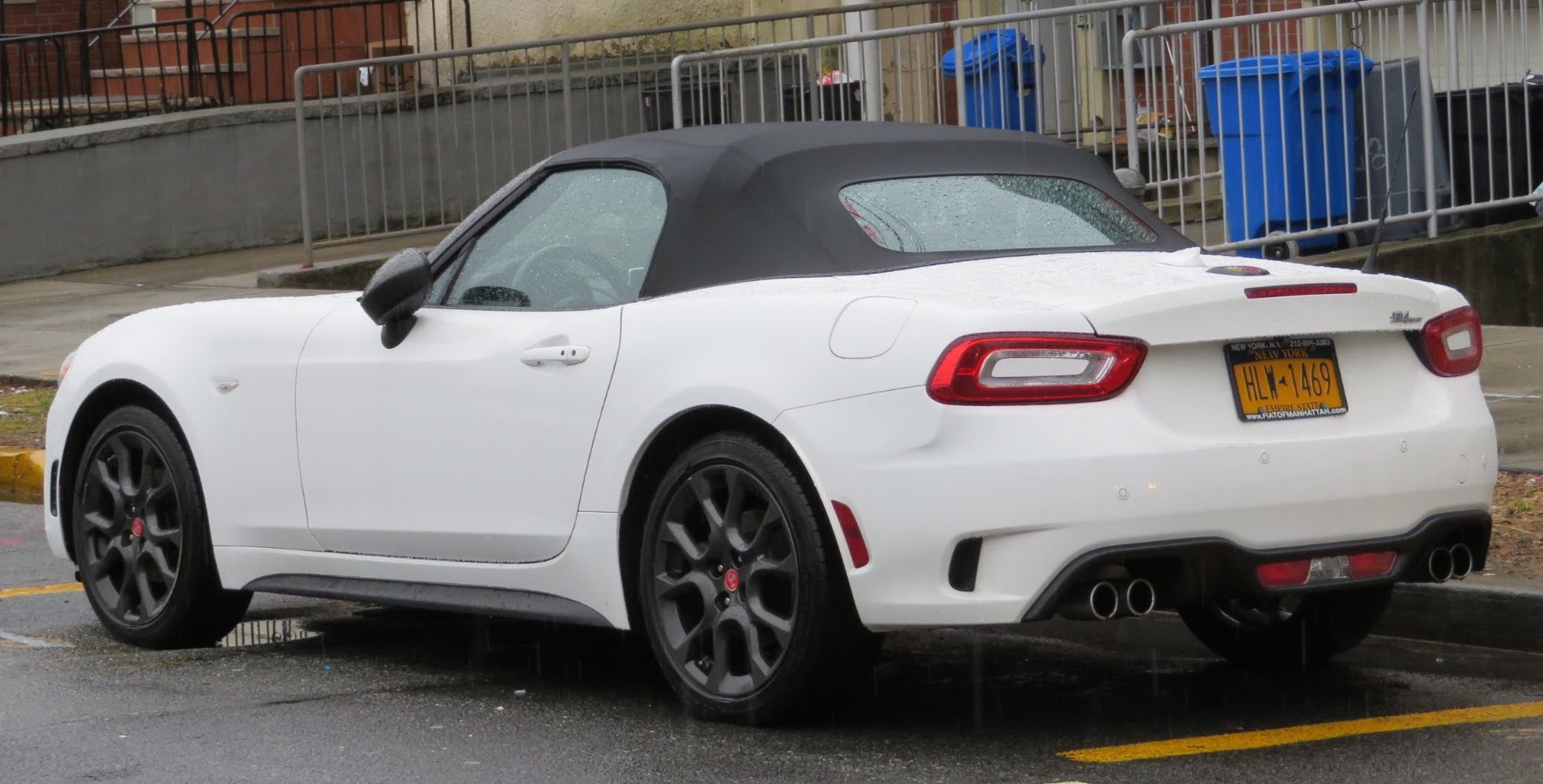
Abarth 124 Spider

Abarth 124 Spider powstał według schematu, w jakim marka działa od czasu reaktywacji w 2007 roku. Jest to sportowa odmiana modelu Fiat 124 Spider. Samochód występuje wyłącznie w wersji jako 2-drzwiowy roadster z materiałowym dachem. Technicznie jest bliźniaczą konstrukcją wobec czwartej generacji Mazdy MX-5 - identyczny jest chociażby kokpit. Podobnie jak wersja ze znaczkiem Fiata, auto powstaje w fabryce Mazdy w Hiroszimie. Abarth waży 1060 kg, a jego prędkość maksymalna to 230 km/h. Prędkość 100 km/h osiąga w 6,8 sekund (dane fabryczne).
Jest to pierwszy model marki Abarth oferowany w Stanach Zjednoczonych.